# کوه مرو
کوه مِرو (به انگلیسی: Mount Meru) یا آتشفشان مِرو که کوه سیاه نیز نامیده می‌شود، آتشفشانی چینه‌ای به ارتفاع ۴۵۶۵ متر واقع در شمال تانزانیا در قارهٔ آفریقا است. این آتشفشان که بخشی از پارک ملی آروشا را تشکیل می‌دهد دومین آتشفشان بلند تانزانیا و چهارمین کوه بلند آفریقا است.

## مشخصات
آتشفشان مِرو در شرق ریفت ولی و در حدود ۴۰ کیلومتری جنوب غربی آتشفشان کلیمانجارو در شمال تانزانیا قرار دارد. این آتشفشان ۴۵۶۵ متری گرچه تحت‌الشعاع کلیمانجاروی ۵۸۹۵ متری قرار گرفته است اما به نوبهٔ خود منظره‌ای تأثیرگذار دارد.
مرو از سمت غرب شکلی مخروط‌مانند دارد اما کاسه‌ای آتشفشانی به قطر ۵ کیلومتر دامنهٔ شرقی کوه را دربر گرفته است. تشکیل این کالدرا به حدود ۷۸۰۰ سال پیش باز می‌گردد که قلهٔ آتشفشان فرو ریخت و بهمن‌های واریزه و لاهارهای عظیمی را به‌وجود آورد که تا دامنه‌های غربی آتشفشان کلیمانجارو را درنوردیدند. مخروط‌های فرعی و گنبدهای گدازه در تمامی جهات کوه وجود دارند و مآری نیز در پایین‌دست دامنهٔ شمالی آتشفشان دیده می‌شود. همچنین وجود مخروط خاکستری فعال در طول تاریخ باعث ایجاد مخروطی متقارن و برجسته در درون کاسهٔ آتشفشان شده است.
آخرین فوران آتشفشان مرو در سال ۱۹۱۰ روی داده است.

## تاریخچه صعود
در مورد نخستین صعود موفقیت‌آمیز به قلهٔ آتشفشان مرو اختلاف نظر وجود دارد. با وجود این اولین فاتح کوه یا کارل اوهلیگ آلمانی در سال ۱۹۰۱ بوده یا دیگر هموطن او فریتز یگر موفق به فتح مِرُو در سال ۱۹۰۴ شده است.

## نگارخانه

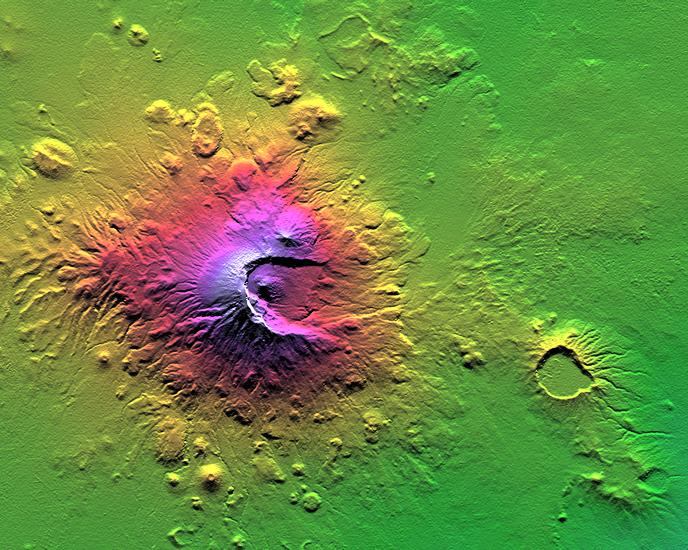
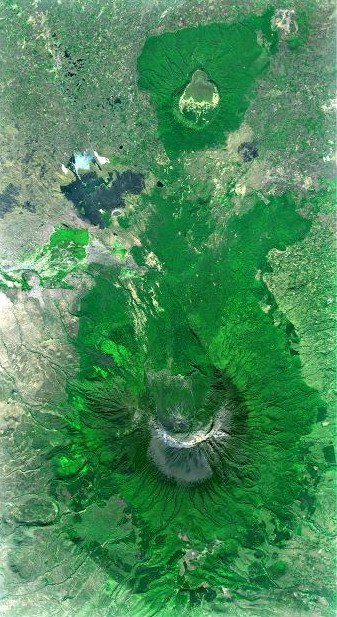
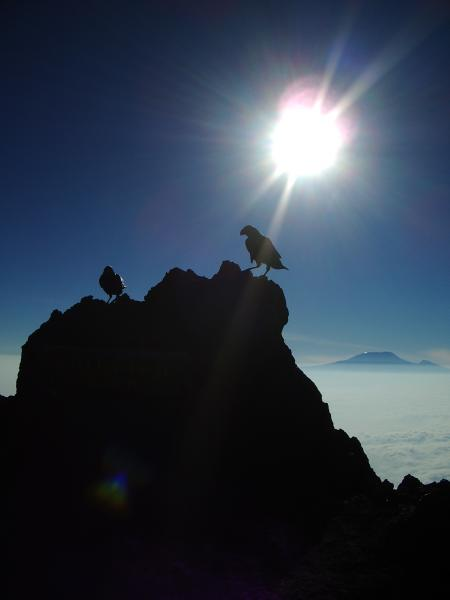
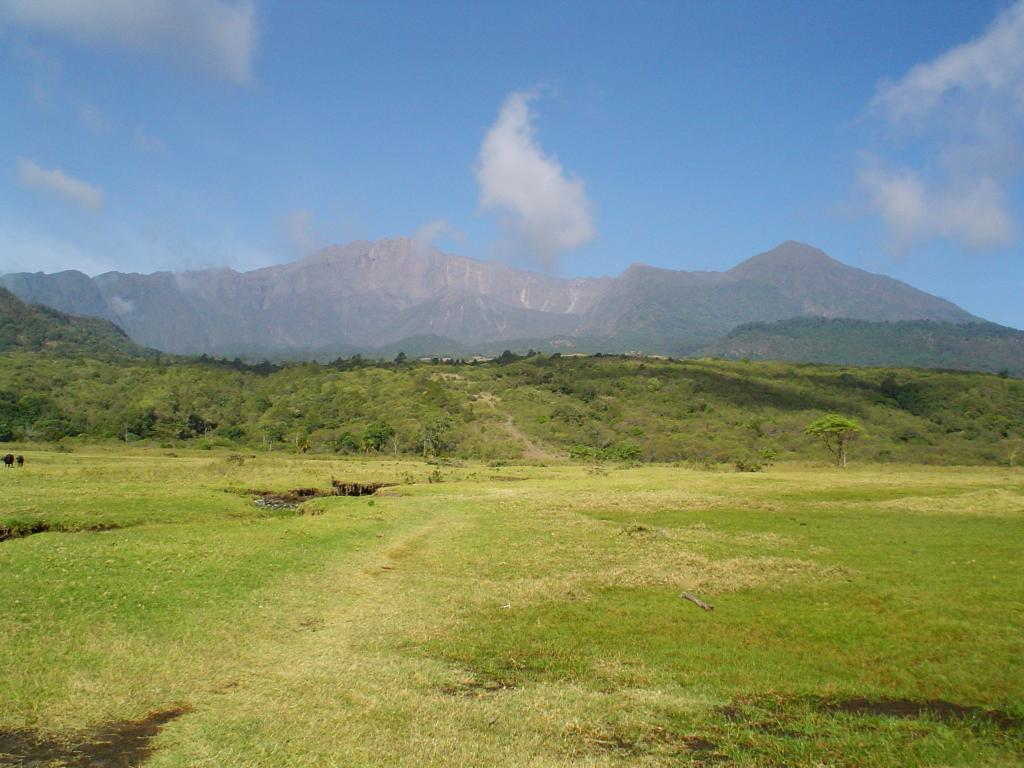
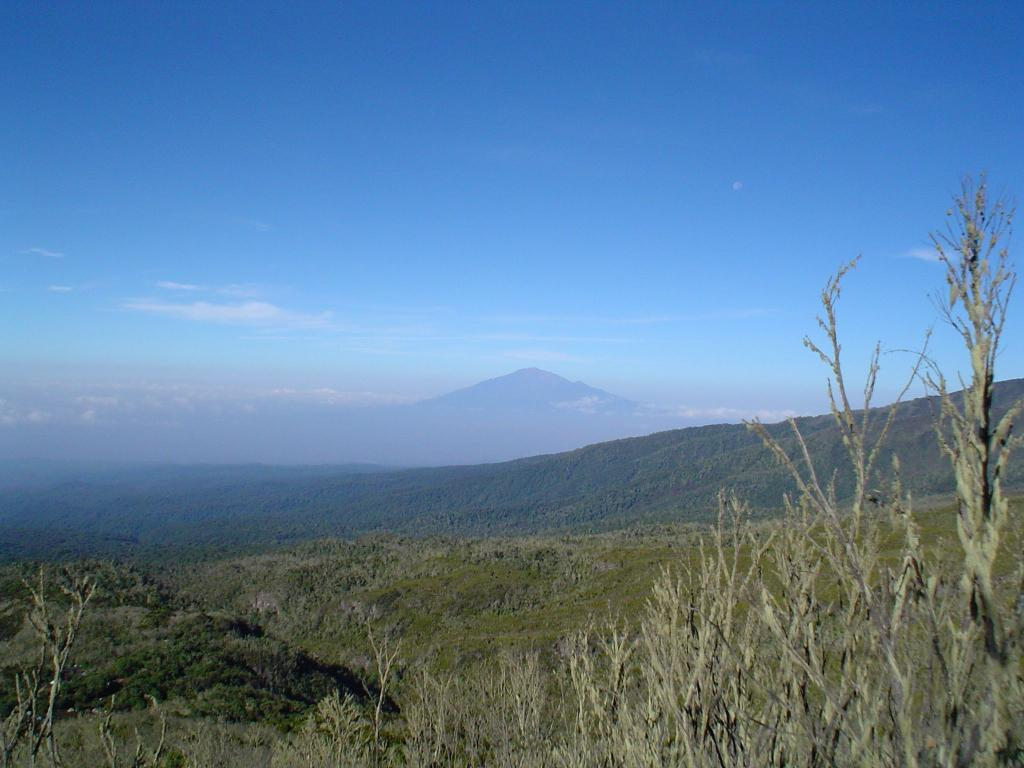
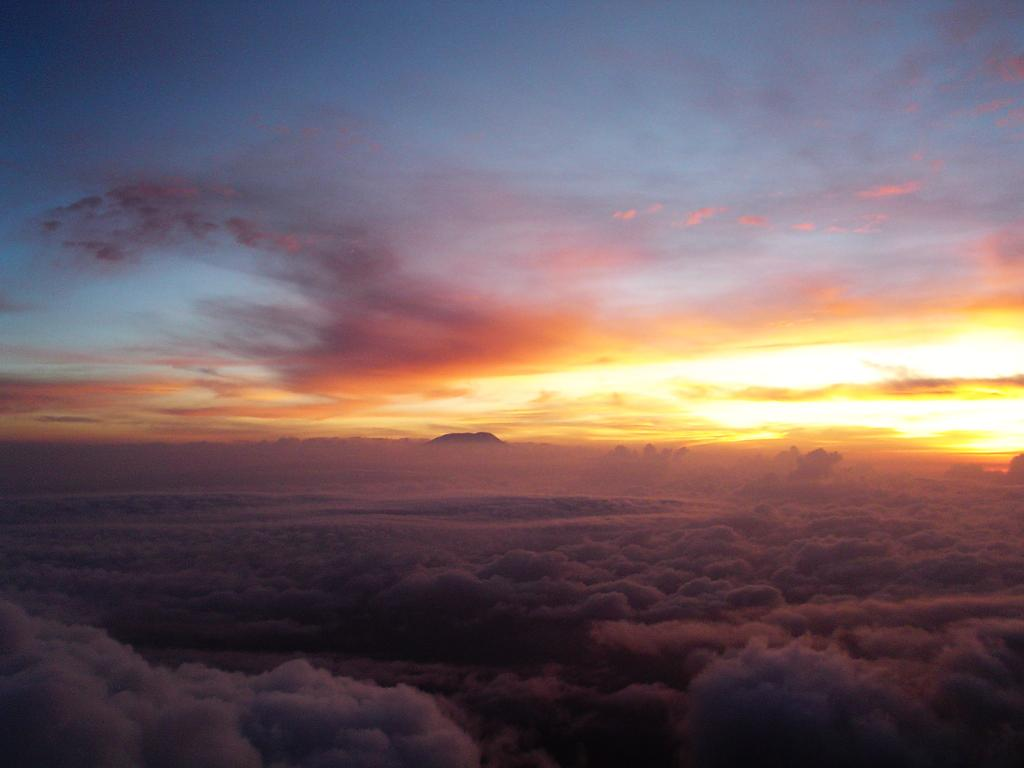
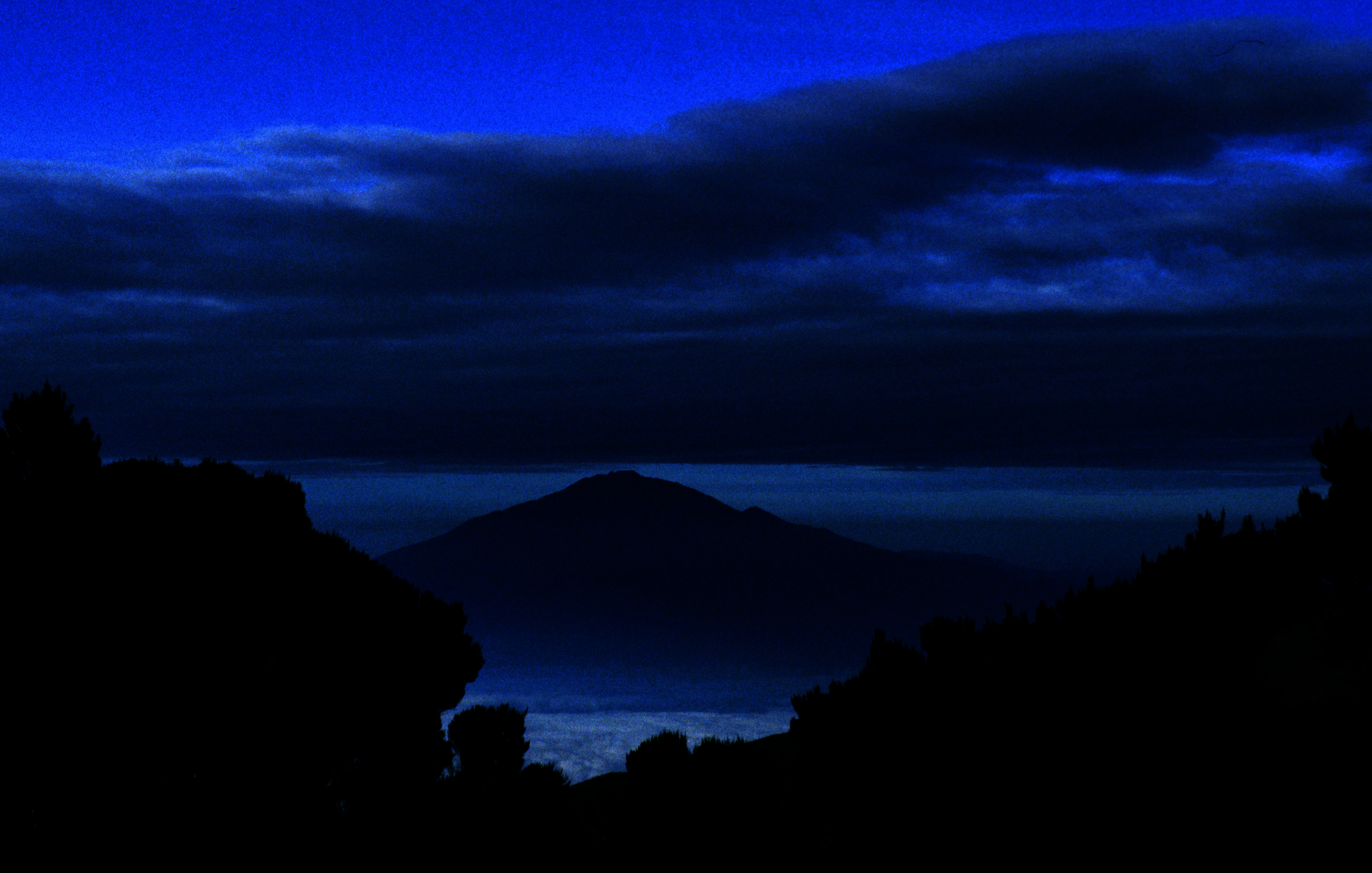